# Kobi Marimi
 Kobi Marimi (em hebraico:  קובי מרימי; Ramat Gan, 8 de outubro de 1991) é um cantor e ator israelense que venceu a sexta temporada de HaKokhav HaBa. Isso lhe valeu o direito de representar seu país no Eurovision Song Contest 2019.  Marimi é um graduado em atuação profissional e ganhou o prêmio de ator mais promissor no Festival de Teatro Musical de Israel.

## Vida pessoal

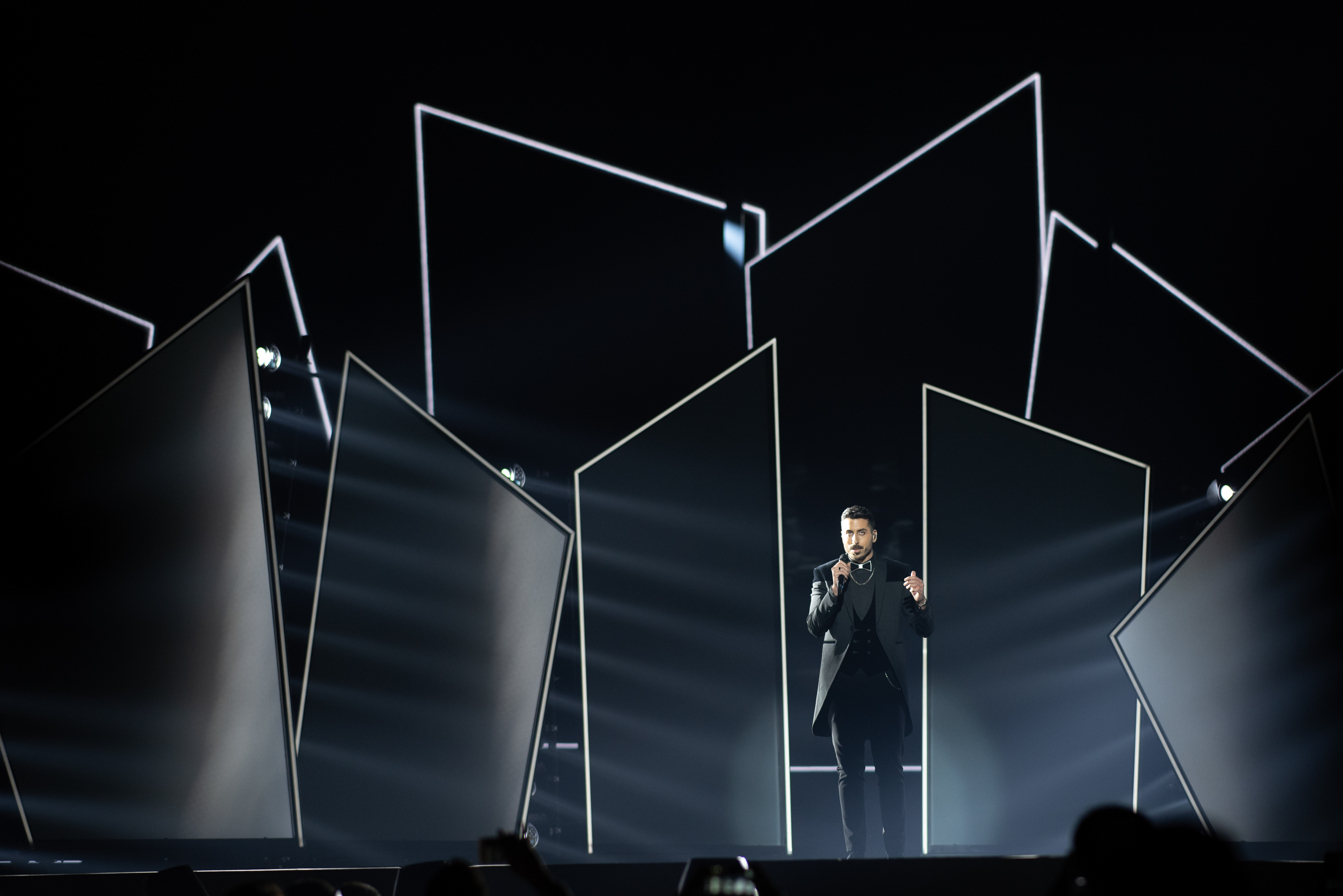
At the 2019 Eurovision Song Contest Grand Final Dress Rehearsal

Ele nasceu e foi criado em Ramat Gan, Israel, numa família judia Mizrahi de ascendência judaico-iraquiana .  Ele serviu como soldado nas Forças de Defesa de Israel no Corpo de Ajudantes. Ele estudou no estúdio de atuação Nissan Nativ, durante seus estudos, ele apareceu nas peças The Caucasian Chalk Circle, Ilusão cômica e oração.  Desde que se formou, ele se apresentou em Every Living Thing Needs, o Tesouro de Chambaloo e interpretou o papel de Natan em Messiah Now, pelo qual ele ganhou o Prêmio de Ator Promissor nas Comemorações Musicais de 2017 em Bat Yam. Esta foi a sua estreia na ópera israelense.
Marimi reside em Tel Aviv. Seus antigos empregos são um anfitrião em um pub e um caixa em um cinema.